# زیمر ۳۰۶۴
سیارک ۳۰۶۴ (به انگلیسی: 3064 Zimmer، نامگذاری:1984BB1) سه هزار و شصت و چهارمین سیارک کشف شده‌است که در ۲۸ ژانویه ۱۹۸۴ کشف شد.
قدر مطلق سیارک برابر ۱۳٫۰۰ است.